# Camí de Salvatges
El camí de Salvatges és, de fet, el nom de dues pistes rurals del terme municipal de Granera, a la comarca del Moianès.

El Camí de Salvatges, respecte de Granera

## Camí del Marcet a Salvatges
El camí arrenca del camí del Marcet just a l'esquerra del torrent de la Riera, a llevant del revolt del Pas de les Illes. Des d'aquest lloc s'adreça cap a llevant, però decantant-se progressivament cap al sud-est i fins i tot cap al sud. Travessa el torrent esmentat, i va a buscar la vall del torrent de Salvatges, que segueix per l'esquerra del torrent. Passa per sota i a llevant de la carena de Serraltes, cap a la meitat de la qual el camí passa a la riba esquerra del torrent de Salvatges, i s'enfila cap a la solella de la Frau de la Riera, en el vessant sud-oest de la serra de Puigdomènec. Passa al sud-oest de la masia de Puigdomènec, i va a buscar el vessant nord de la vall del torrent de la Font de Salvatges, per sota de les Febres, lloc que queda al nord. Cap al fons d'aquesta vall, travessa el torrent i emprèn cap al sud per arribar a la masia de Salvatges.

## Camí de Puigdomènec a Salvatges
Una altra branca d'aquest camí uneix el camí de Puigdomènec amb la masia de Salvatges.